# 볼셰비즘
볼셰비즘(러시아어: Большевизм, 독일어: Bolschewismus) 또는 볼셰비키주의는 20세기 초 러시아에서 형성된 혁명적 마르크스주의자들과 이후 형성된 공산주의자들의 사상적 경향을 총칭하는 용어이다. 볼셰비즘은 러시아어로 ‘다수파’를 뜻하는 ‘볼셰비키’(большеви́к)에서 나왔다.
블라디미르 레닌(Влади́мир Ле́нин, 1870 - 1924)은 1903년 영국 런던에서 개최된 러시아 사회민주노동당 제2차 당대회에서 율리 마르토프(Юлий Мартов, 1873 - 1923) 일파의 교조적 마르크스주의 및 경제주의를 배격하여 자파를 ‘다수파’로 칭하였는데, 이때부터 러시아 사회민주노동당 내 급진파는 ‘볼셰비키’라고 불리게 되었다. 볼셰비즘은 바로 이 볼셰비키 일군의 사상적 경향을 반대자(반공주의자들)의 입장에서 총칭하는 용어로 쓰였으며, 1920년대 중반부터는 주로 레닌주의를, 1930년대 말부터는 대부분 이오시프 스탈린(Ио́сиф Ста́лин, 1879 - 1953)의 마르크스-레닌주의를 일컫는 말로 쓰이기 시작하였다.
위와 같은 설명과 같이, 볼셰비즘은 본래 마르크스주의의 가장 혁명적인 계파에 의해 성립된 사상적 경향이나 현대에 와서는 여러 가지 고정적인 특징을 갖춘 과격혁명파의 사상을 지칭하는 용어로 쓰이고 있다. 그 일반적인 여섯 가지 특징은 다음과 같다.
1. 반자본주의적 정치·경제체를 수립하기 위한 일련의 권위적(Authoritative), 중앙집중적(Centralized), 폭력적(Violent) 계획 수립을 선호한다.
2. 정체(政體) 관리에서 전체주의(Totalitarianism)의 방식을 따른다.
3. 모든 혁명 운동에서 나타나는 기회주의 및 우경투항주의 경향에 반대한다.
4. 다수에 의한 민주적 결정, 절차주의라는 두 가지 요소를 배격하고(서구식 민주주의에 대한 강렬한 부정) 사상 및 사상적 목적의식에 의한 이념적 국가 성립을 목표로 한다.
5. 모든 경제 관리에 대한 급진적인 통제주의 방식을 선호한다.
6. 인류 문명의 지속적인 진보와 인간성(Humanitas)에 대한 숭배 및 전투적 무신론의 경향이 있다.

볼셰비즘이 단순히 마르크스주의의 일종이 아닌, 시대성을 초월해서 존재하는 이상주의(理想主義)적 과격혁명파의 일반적 경향이라는 점을 지적한 학자는 버트런드 러셀(Bertrand Russell), 프랑수아 퓌레(Francois Furet), 프리드리히 하이에크(Friedrich Hayek), 라인홀트 니부어(Reinhold Niebuhr) 등이 있다.

## 역사

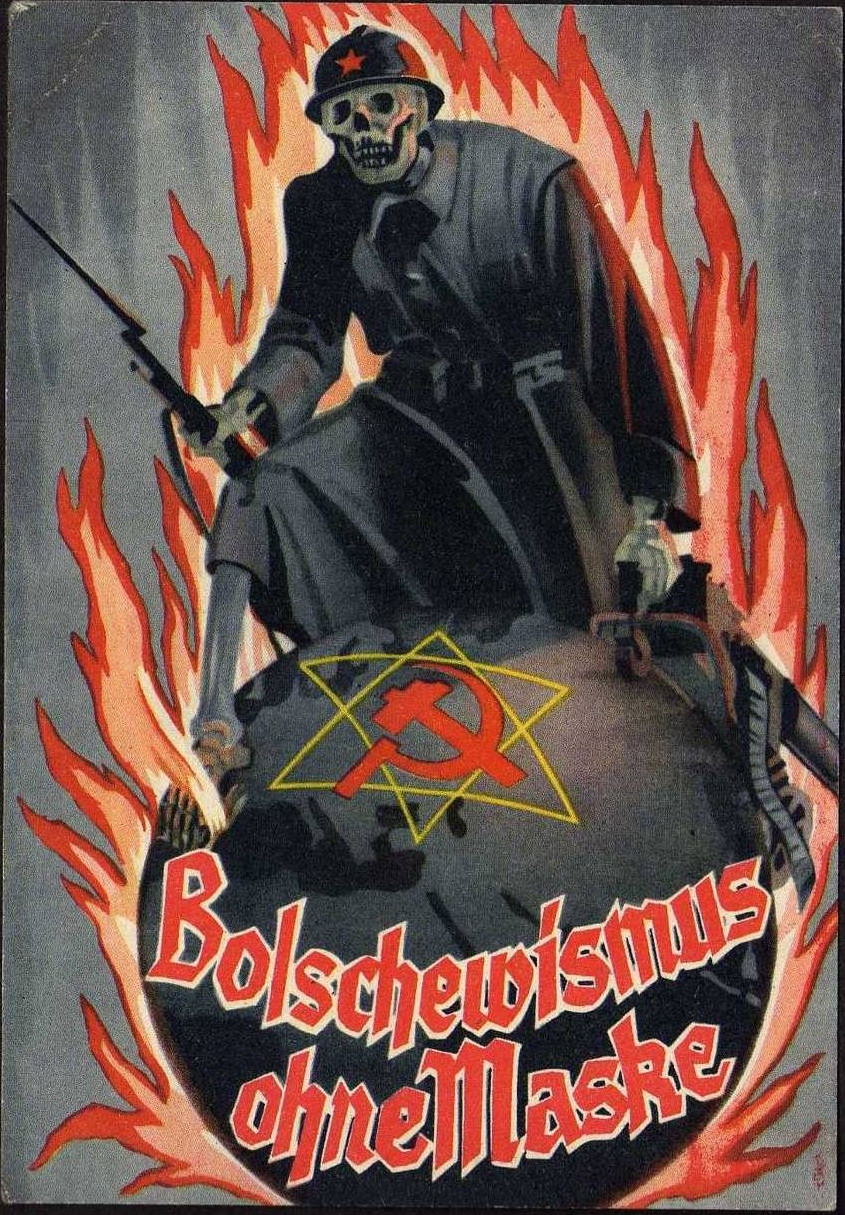
1939년 독일에서 제작된 반(反)볼세비즘 선전 포스터이다. 당시 중앙유럽의 우익들은 볼셰비즘을 유대인의 세계 정복 음모로 여기고 있었다.

볼셰비즘의 시원적 개념이 되는 볼셰비키는 1903년 블라디미르 레닌이 자파를 볼셰비키로 칭하고, 상대파인 교조주의자들을 멘셰비키로 칭한 이후부터 사용되었다. 본래 ‘볼셰비즘’(Большевизм)이라는 용어는 볼셰비키 사이에서 공식적으로 사용되지 않았으며, 볼셰비키들 스스로가 자파의 사상에 대해 붙인 명칭이 아니다. 볼셰비즘은 러시아 10월 혁명 이후 볼셰비키가 러시아 정치의 패권을 잡자, 이에 위기감을 느낀 독일, 네덜란드 지역의 반유대주의자 및 반공주의자들이 널리 사용한 것으로부터 유래하였다.
당시 기독교 근본주의 성격을 동반한 반유대주의 세력은 볼셰비즘이 유대인의 세계 지배 야욕으로부터 나온 사상이며, 방치할 시에는 볼셰비키가 사탄이 지배하는 세계단일국가를 이룰 것이라고 선전하였다. 이후부터 유럽 지역에서의 ‘반(反)볼셰비즘’은 유럽 지역 내에 존재하고 있던 극심한 반유대주의 정서와 합쳐져서 우익 운동의 일반적인 흐름을 나타냈다. 하지만, 대다수 사학자들은 그들이 주장하는 ‘유대인의 음모’와 볼셰비즘 사이의 연결성을 찾을 수 없다고 판단하고 있으며, 당시 유럽에서 발생한 일반적인 인종주의 및 반공주의적 음모론으로 평가하고 있다.
제2차 세계대전 이후 볼셰비즘이라는 용어는 정치학계에서 일반적인 용어로 굳어졌으며, 주로 소련과 마오쩌둥 치하 중화인민공화국의 정치를 옹호하는, 고정적인 특징(사상적 경향성)을 갖춘 공산주의자들을 지칭하는 뜻으로 쓰여졌다. 몇몇 철학자 및 사회과학자들은 볼셰비키주의를 대표하는 사상이 마르크스-레닌주의임에 동의하였지만, 볼셰비키주의자가 갖는 일반적인 사상적 경향에는 마르크스주의라는 공간에서 벗어난 일반적인 특성이 있다고 주장하였다.

## 분석과 비판
보통 볼셰비즘은 마르크스-레닌주의와 동의어로 인식되나, 마르크스-레닌주의까지 포함하여 볼셰비즘의 개별적 특성에 관해 연구한 학자들은 상당히 많다. 연구 시점은 1940년대 후반부터이다. 대표적으로, 영국의 경제학자인 해롤드 라스키(Harold Laski)는 볼셰비즘이 20세기의 청교도 운동의 일환이며, 엄격한 극기 추구와 공공선에 기초한 경제 통제 사상의 대표적 발로라고 하였다. 영국의 철학자인 버트런드 러셀은 볼셰비즘에 대해 20세기의 세속종교이자, 이슬람을 닮아있는 천년왕국운동의 다른 모습이라고 분석하였다.

### 보편주의와 이념 국가
영국의 분석철학자 및 수학자인 버트런드 러셀은 《The Practice and Theory of Bolshevism》에서 볼셰비즘이 갖고 있는 전체주의성과 과격함이 보편을 추구하는 극단성에서 나온다고 지적하였다. 그는 볼셰비즘의 원류라고 할 수 있는 레닌의 사상이 갖고 있는 보편주의(Universalism) 경향에서 이 아이디어를 얻었다. 처음부터 블라디미르 레닌은 현상의 것을 저급한 영역이라고 하였으며, 계급의식을 갖춘 인류가 지고의 상태로 나아간다는 헤겔적 변증법 도식의 사고를 갖고 있었다. 결국 이러한 철학적 세계관은 모든 현상과 운동을 보편논리의 관점에서 바라보기에 현상에서 나타나는 "자질구레"(Chore)한 사건은 고려되지 않는다.
가령 일반적인 인간은 지인의 죽음, 타인의 고통에 대해 스스로 (감정적으로)아파하고 이러한 사건을 중요한 사건으로 여기지만, 볼셰비키주의자들에게 있어서 이러한 사건은 그저 가시계(可視界)적 현상의 일단에 불과하며, 더 뛰어난 목표를 갖고 있다면 그 수단으로서 누군가가 죽음을 당하거나 고통을 받아도 정당하다고 여길 수 있다. 볼셰비키주의자들은 ‘더 나은 사회’, ‘더 나은 문명’을 이루기 위해서 인류의 절반이 사라져도 괜찮다는 생각을 쉽게 할 수 있으며, 인간이 갖고 있는 상식, 도덕성을 완전히 파괴할 힘도 지니게 된다. 그리고 이와 비슷한 수준으로 새롭게 수립된 질서를 실천할 의지도 충분히 갖췄다고 분석했다. 결과적으로 마르크스-레닌주의자들이 갖고 있는 폭력성은 이러한 성격으로부터 나온 것이라는 게 러셀의 주장이다.
보편주의적 사고는 기독교인과 불교인도 갖는 것임에도 불구하도 이 두 종교는 개인의 감정과 사랑, 자유, 평화라는 다양한 현상에 관심을 갖는 종교임에 반해, 볼셰비즘은 기존의 것을 완전히 파괴하고 새로운 제국을 세우려는 "유물론적" 종교로서, 이슬람과 부분적으로 닮아있다고 지적하였다. 따라서 볼셰비즘은 새 국가를 유지하기 위해 모든 생활 영역을 자신들의 이념으로 짜맞춰야 하며 독자적인 '경전'도 갖추어야 한다. 이렇게 하여 볼셰비키주의자가 통치하는 국가는 ‘이데올로기 국가’의 특징을 갖추게 되며, 이는 서구의 민주주의사회랑은 질적으로 전혀 다른 사회라고 할 수 있다. 그러나, 버트런드 러셀은 이러한 비판과 함께, 현 시점에서 진정 피압박 대중을 위한 실질적인 실천을 할 수 있는 집단도 볼셰비키주의자 집단이라고 하였다.
종교학자인 라인홀드 니부어는 러셀과 마찬가지로 볼셰비즘에 대해 20세기의 세속종교로 규정하였다. 그는 종교적인 특징 중에서도 볼셰비즘은 기독교와 불교 등과는 전혀 다르며, 오히려 마니교적인 금욕주의, 획일주의를 가장 큰 특징으로 갖고 있다고 지적했다.

### 인류 숭배와 전투적 무신론
일반적인 무신론과 다르게, 볼셰비즘은 극단적인 무신론으로, 신의 존재를 부정하는 것을 넘어서 일체의 전일성을 인간이 곧 이룰 수 있다는 급진적인 인본주의(Humanism)에 기초하고 있다. 따라서, 종교의 허구성을 지적하는 동시에 종교의 자유를 인정하는 일반적인 무신론자들과 달리 이들은 적극적으로 유신론(有神論)에 대항하며, 종국에는 인간의 이성에 의해 지배되는 ‘인류성이 숭배되는 사회’를 조직하려고 한다.
본래 이러한 시도는 볼셰비키가 탄생하기 전인 프랑스 혁명기에 일어났다. 자코뱅의 좌익인 산악파(프랑스어: La Montagne)는 기존의 낡은 가톨릭 신앙 관습을 철저히 파괴하고 인간의 이성을 주조하는 이성신(理性神)을 숭배하도록 강제하였다. 이것은 현재 최고 존재의 제전(프랑스어: La fête de l'Être suprême)으로 불리며, 이성숭배(理性崇拜)의 최초 현상이라고 알려져 있다. 물론 이러한 정책은 무신론이 아닌, 이신론(理神論)에 기초하고 있었으나, 혁명이라는 인간의 실천 행위를 신(神)의 위치까지 끌어올린 볼셰비키의 인류 진보성 숭배는 본질적으로 산악파의 이성신 숭배와 다르지 않다는 의견이 있다. 그리고 이러한 입장을 가진 자들에 의해 지도된 프랑스 혁명 및 러시아 혁명과는 달리, 미국 혁명과 영국 혁명은 앞의 두 혁명과 다른 결과를 보이게 된다.
프랑스의 역사학자인 프랑수아 퓌레는 이 점에 착안하여 저서 《La Revolution, Histoire de France》에서 볼셰비즘이 본질적으로 산악파의 이념과 다르지 않다고 보았으며, 이를 근거로 하여 프랑스 혁명은 일반적인 의미에서의 자유주의 혁명이 아닌, 인류의 이성을 통해 현실천국을 만드려는 거대한 실험의 일부라고 하였다. 그리고 이러한 혁명을 이끄는 중심 사상은 기본적으로 플라톤(Platon)부터 이어진 현상-이데아 양분론에 기초하고 있다고 하였다. 그는 이러한 경계를 능동적인 인격신이 주관하고 있다고 믿으면 그것은 종교이며, 이러한 것을 인간이 주체적으로 참인식할 수 있고, 이것에 기초한 “황금률에 의한 정치”를 할 수 있다는 믿음이 생기면 이것이 바로 자코뱅주의 또는 볼셰비즘이라고 하였다.

### 전체주의와 경제 활동 통제
볼셰비즘에 의한 통치는 무조건 자연스럽게 전체주의로 나아갈 수밖에 없음에 대해 논의한 학자는 프리드리히 하이에크가 있다. 그는 저서 《치명적 자만》(The Fatal Conceit)에서 공산주의 특유의 전체주의 통치와 경제적 집산주의, 그리고 그들만의 이념은 서로 밀접한 관련이 있다고 하였다. 20세기 역사 전반을 통틀어서 경제 통제를 주장하는 류의 정치는 비록 공산주의자만이 실행한 게 아니었지만, 경제 통제를 정치 이념 및 대중 실천과 연결시켜서 행하는 점은 오로지 볼셰비키주의자(공산주의자)만이 갖는 특성이라고 하였다.

### 테러에 의한 통치
라인홀드 니부어는 볼셰비즘이 갖고 있는 반인권 및 반민주적 야만성을 지적하였다. 최고 목표로 정의된 ‘공산주의 건설’이라는 테마는 소련 철학 교조인 변증법적 유물론(DIAMAT)과 이전의 헤겔적 보편주의 도식으로부터 정당화된다. 따라서, 최고 목표는 곧 인류 전체가 달성해야 할 숙원으로 여겨지기에 볼셰비즘에 의한 통치가 진행되는 곳은 이 이론에 반대자들을 용납하지 않게 되어있다. 결과적으로 볼셰비즘 통치체는 고도로 발달한 비밀경찰과 문화 선전을 통해 연명하게 된다. 그는 이 과정에서 수반되는 테러 정치는 냉전 시기 사회주의권에서 일반적으로 일어난 것이었다고 지적했으며, 볼셰비즘이 이러한 통치를 정당화하는 논리의 그 근원에는 모든 인간적, 감정 활동을 하나의 일자(一者) 아래에 두고, 해석하려는 사고로부터 나온다고 하였다.

## 같이 보기
- 산악파
- 볼셰비키